# Prodioxys carnea
Prodioxys carnea là một loài ong trong họ Megachilidae. Loài này được Gribodo miêu tả khoa học đầu tiên năm 1894.